# Papuaia marginata
Papuaia marginata är en tvåvingeart som först beskrevs av Stein 1900.  Papuaia marginata ingår i släktet Papuaia och familjen husflugor. Inga underarter finns listade i Catalogue of Life.